# Jurassic World Evolution
Jurassic World Evolution – komputerowa gra ekonomiczna oparta na motywach filmu Jurassic World (2015), opracowana i wydana przez Frontier Developments 12 czerwca 2018 roku na PlayStation 4, Windowsa i Xboksa One.
Gracz wciela się w budowniczego i zarządcę poświęconego dinozaurom parku na składającym się z pięciu wysp archipelagu Las Cinco Muertes. W grze pojawia się ponad czterdzieści gatunków dinozaurów, których geny można modyfikować, tworząc nowe ich warianty. Żeby czynić postępy gracz musi spełniać wymagania stawiane przez poszczególne działy parku – naukowy, bezpieczeństwa i rozrywki. Dostępny jest także tryb piaskownicy osadzony na znanej z filmów serii Jurassic Park Isla Nublar.
Gra opracowana została przez blisko stuosobowy zespół, a jej budżet wyniósł około 8 mln GBP. Prace nad nią rozpoczęły się w 2016 roku, po tym, jak NBCUniversal zwróciło się do Frontier Developments w sprawie stworzenia gry towarzyszącej premierze filmu Jurassic World: Upadłe królestwo (2018). Podczas prac nad grą twórcy zapoznali się z modelami dinozaurów i materiałami porównawczymi dostarczonymi przez Universal i obejrzeli filmy z serii Jurassic Park, jak również przeczytali powieści Michaela Crichtona oraz teorie fanowskie. Projektując dinozaury konsultowali się z paleontologiem Jackiem Hornerem. Jeff Goldblum, Bryce Dallas Howard i BD Wong użyczyli głosów postaciom, w które wcielają się w filmach.
Jurassic World Evolution zapowiedziano podczas targów Gamescom w 2017 roku. Po premierze gra spotkała się z mieszanym odbiorem ze strony recenzentów, którzy chwalili projekt dinozaurów i oprawę graficzną, mniej przychylnie ocenili jednak system kontraktów, symulacji i zarządzania parkiem. Z dużą krytyką spotkały się samouczek i krzywa uczenia się. Do marca 2020 roku sprzedano około trzech milionów egzemplarzy, co uczyniło Evolution najpopularniejszą wówczas produkcją Frontier. Po premierze gra wspierana była poprzez darmowe aktualizacje i zawartość do pobrania. 9 listopada 2021 roku ukazała się kontynuacja Jurassic World Evolution 2.

## Rozgrywka
Jurassic World Evolution jest komputerową grą ekonomiczną, w której gracz buduje poświęcony dinozaurom park tematyczny Jurassic World oraz zarządza nim – tak aspektami rozrywkowymi, jak i naukowymi. Po wybudowaniu centrum ekspedycyjnego paleontolodzy wyruszają na poszukiwania skamielin. Po zdobyciu odpowiedniej ich ilości za pomocą sekwencjonowania DNA naukowcy odblokowują genomy dinozaurów, mogąc je ulepszać, chociażby poprzez zwiększenie ich odporności czy wydłużenie długości życia, a ostatecznie hodować i inkubować. Brakujące sekwencje DNA uzupełnić można materiałem genetycznym współczesnych stworzeń, co pozwala dinozaurom ewoluować. Modyfikacje takie wpływają zarówno na ich podstawowe statystyki, jak również na inne aspekty, chociażby poziom agresji czy wygląd. Projektując park gracz może korzystać z narzędzia terenu, umożliwiającego m.in. sadzenie drzew czy tworzenie akwenów.
Dinozaury stanowią główną atrakcję i źródło dochodu parku, pieniądze zarabiać można jednak również poprzez rozbudowaną infrastrukturę turystyczną – od sprzedawania pamiątek, po kwaterowanie gości w hotelach. W celu zarobienia dodatkowych pieniędzy można sprzedawać wyhodowane dinozaury. W podstawowej wersji gry dostępnych jest około czterdziestu gatunków dinozaurów, a każdemu wyhodowanemu egzemplarzowi można nadać imię. Po wykluciu zwierzęta przenoszone są na zamknięte wybiegi, w których oglądać mogą je odwiedzający. Żeby utrzymać zdrowie i zadowolenie dinozaurów zagrody muszą spełniać ich wymogi odnośnie do rodzaju dostępnego w nich pożywienia czy minimalnej liczby osobników danego gatunku. Kontrolowane przez sztuczną inteligencję stworzenia wchodzą w interakcje ze sobą, środowiskiem oraz – jeżeli uciekną z wybiegów – z gośćmi. Przykładowo, dinozaury mięsożerne będą atakować mięsożernych innych gatunków i polować na roślinożerców. Poza odpowiednimi warunkami dla dinozaurów gracz musi dbać także o atrakcje dla gości, takie jak przejażdżki po parku, restauracje czy sklepy z gadżetami i pamiątkami. Wśród atrakcji znajdują się m.in. wprowadzone w Jurassic World żyrosfery i kolejka jednotorowa, pozwalające szybko przemieszczać się po obiekcie. W trybie fotograficznym gracz może robić dinozaurom zdjęcia, za co dostaje pieniądze i zwiększa rozgłos parku. Każdym budynkiem przeznaczonym dla gości można zarządzać osobno, chociażby ustalając ceny wejściówek czy liczbę jego pracowników.
W parku może dojść do licznych kryzysowych sytuacji, takich jak brak prądu, niebezpieczne warunki pogodowe czy ucieczki dinozaurów z zagród, które gracz musi opanować, żeby utrzymać bezpieczeństwo i zadowolenie odwiedzających. O utrzymanie parku w dobrej kondycji dbają zespoły szybkiego reagowania i paleobiolodzy, mogący usypiać zbiegłe dinozaury, leczyć chore, uzupełniać podajniki jedzenia, naprawiać ogrodzenia czy transportować zwierzęta. Czynności te można zlecić zespołom w odpowiednim menu, jak również wykonać osobiście – kamera zmienia wówczas perspektywę na trzecioosobową, a gracz może bezpośrednio sterować śmigłowcem czy samochodem terenowym. W celu zwiększenia bezpieczeństwa na terenie parku można m.in. zbudować schrony, centrum ostrzegania przed burzami czy redundować sieć zasilania. Większość budynków infrastruktury krytycznej można ulepszać, zwiększając ich wydajność na wypadek sytuacji kryzysowych.

### Tryby gry
W trybie kariery zadaniem gracza jest zbudowanie pięciogwiazdkowych parków na pięciu wyspach wchodzących w skład fikcyjnego archipelagu Las Cinco Muertes Pojawia się w nim szereg postaci znanych z filmów Jurassic Park i Jurassic World, pełniących funkcje specjalistów i doradców. Gracz wchodzi w interakcje przede wszystkim z przedstawicielami działów rozrywki, bezpieczeństwa i naukowego, starającymi się przekonać go, żeby rozwinąć park zgodnie z ich zaleceniami. W tym celu zlecają „kontrakty”, będące serią celów i zadań, które należy zrealizować. Rozwijają one fabułę gry, a ich wykonanie jest nagradzane, zwiększając też reputację u danego działu. Jeżeli reputacja u któregoś z działów jest niska, jego przedstawiciele mogą sabotować pracę parku, co wymaga podjęcia natychmiastowych działań, żeby usunąć skutki sabotażu. Reprezentacji nieprzyjaznej frakcji mogą np. wyłączyć zasilanie, co doprowadzi do ucieczki dinozaurów, czy zarazić stworzenia. Relacje, jakie gracz utrzymuje z poszczególnymi działami, wpływają na całościową ocenę parku, a wraz z jej zwiększeniem odblokowywane są kolejne wyspy, z których każda charakteryzuje się innymi warunkami i wyzwaniami.
Po stworzeniu czterogwiazdkowego parku na pierwszej wyspie odblokowany zostaje tryb piaskownicy, osadzony na pojawiającej się w filmach Jurassic Park, Jurassic World i Jurassic World: Upadłe królestwo Isla Nublar. W ramach aktualizacji jako mapy do trybu piaskownicy udostępniono wszystkie pięć wysp pojawiających się w grze. Przenoszone zostają do niego wszystkie zasoby – ulepszenia budynków, dinozaury itd. – które gracz odblokował w kampanii fabularnej; pozostałe początkowo są niedostępne, pojawiają się dopiero wraz z odblokowywaniem ich w trybie kariery. W trybie piaskownicy gracz może wybierać porę dnia czy pogodę oraz wybrać jeden z dwóch wariantów – standardowy oraz kreatywny, w którym m.in. dysponuje nieograniczoną gotówką.
Tryb wyzwania, wprowadzony już po premierze gry, umożliwia rozegranie scenariuszy z wyzwaniami, w których poza ograniczoną gotówką pojawiają się też inne modyfikatory, takie jak opłaty czy kary nakładane na gracza. Podobnie jak tryb kampanii, wyzwania także rozegrać można na różnych poziomach trudności.

## Proces produkcji

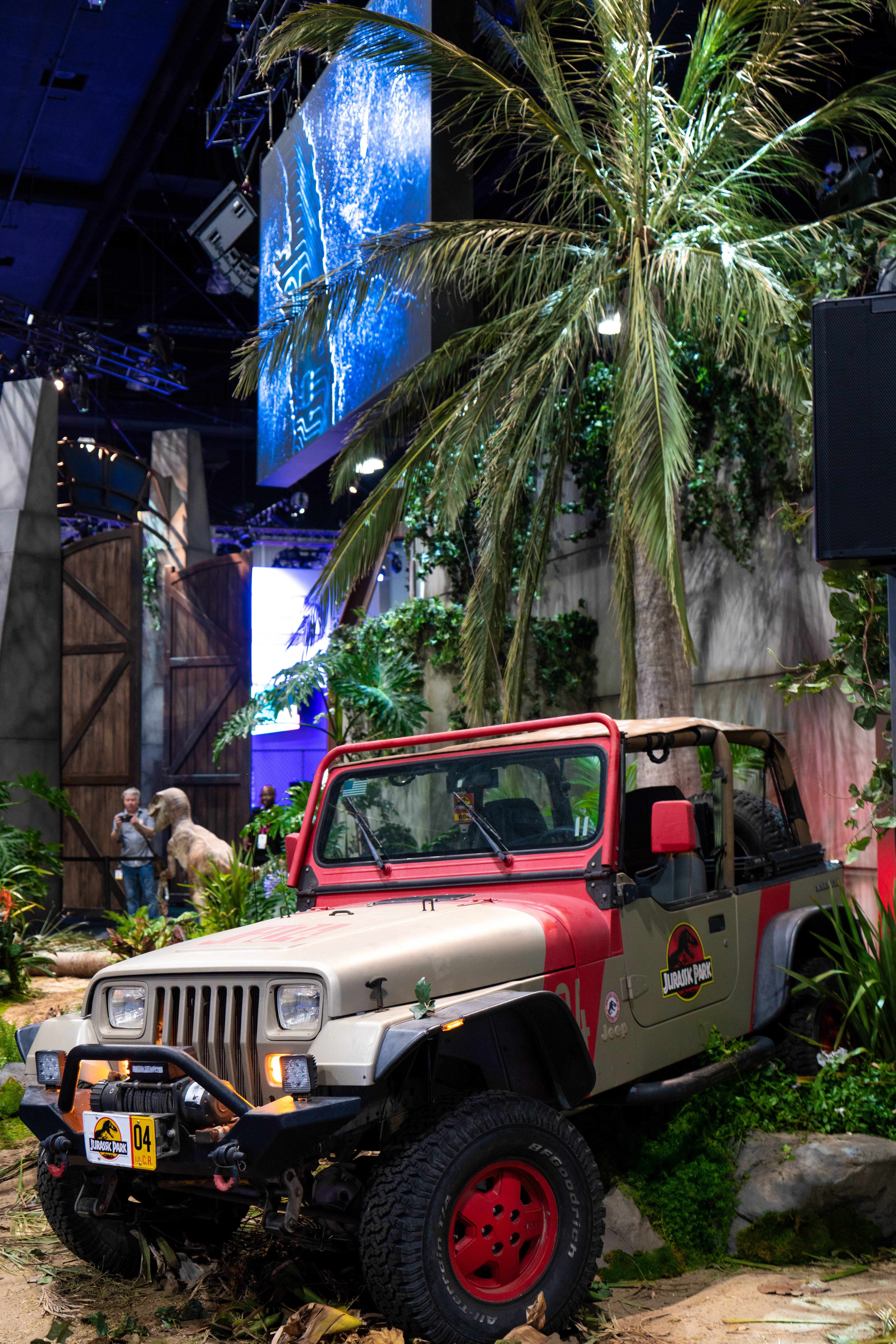
Stoisko gry na targach Electronic Entertainment Expo 2018

Jurassic World Evolution opracowane zostało przez Frontier Developments na motywach filmu Jurassic World, nie jest jednak utworem kanonicznym dla serii, co pozwoliło twórcom na większą dozę swobody. NBCUniversal zwróciło się do studia z propozycją stworzenia gry mającej trafić do sprzedaży równolegle z premierą Jurassic World: Upadłego królestwa (2018), a Frontier Developments wyraziło zainteresowanie możliwością opracowania produkcji o dinozaurach.
Nad grą pracowało łącznie około stu osób, a jej budżet wyniósł około 8 mln GBP. Całość opracowano na autorskim silniku studia, Cobra. Universal Pictures dostarczył twórcom modele dinozaurów wykorzystane w filmach, żeby jak najwierniej odwzorowano je w grze, oraz materiały porównawcze i dźwiękowe. W ramach przygotowań autorzy obejrzeli wszystkie filmy z serii, przeczytali powieści Park Jurajski i Zaginiony świat Michaela Crichtona, na podstawie których powstały filmowe scenariusze, oraz zapoznali się z fanowskimi teoriami. Przez cały proces produkcji różne aspekty gry konsultowano z Universalem. W Evolution przedstawiono historię z każdego filmu, co pozwoliło na zaangażowanie Jeffa Goldbluma, Bryce Dallas Howard i BD Wonga, którzy użyczyli głosów swoim postaciom z wielkiego ekranu – Ianowi Malcolmowi, Claire Dearing i Henry’emu Wu.
Jednym z pierwszych dinozaurów, którego stworzono na potrzeby gry, był tyranozaur. Opracowując jego ryk wykorzystano dźwięki z filmów, odpowiednio jednak przerobione, co miało nadać im oryginalności. Żeby zachować spójność w ramach całego uniwersum, podczas projektowania dinozaurów twórcy odnosili się do tego, jak przedstawiano je w filmach, nanosząc ewentualne poprawki na podstawie najnowszych odkryć naukowych. Inspiracje czerpano także z zachowań ptaków i innych zwierząt. Zachowania dinozaurów stanowią połączenie tych filmowych oraz bazujących na wynikach badań naukowych. Konsultantem studia był paleontolog Jack Horner, pełniący tę funkcję także przy filmach. Bazując na najnowszych badaniach, przedstawione w grze dinozaury mają jasne i kolorowe skóry, a nie – jak wcześniej sądzono – szare i stonowane.

## Dystrybucja
David Braben, prezes Frontier, w lutym 2017 roku ogłosił, że studio pracuje nad nową grą opartą na uznanej hollywoodzkiej marce. Evolution oficjalnie zapowiedziano w sierpniu tego samego roku podczas targów Gamescom. 7 października, podczas corocznego wydarzenia Frontier Expo, zaprezentowano materiały poświęcone silnikowi gry. Jurassic World Evolution trafiło do sprzedaży na Windowsa, PlayStation 4 i Xboksa One 12 czerwca 2018 roku, tydzień po kinowej premierze Jurassic World: Upadłego królestwa. W Stanach Zjednoczonych wersje na PlayStation 4 i Xboksa One wydane zostały także na nośnikach fizycznych przez Sold Out. 3 listopada 2020 roku wydano port na Switcha zatytułowany Jurassic World Evolution: Complete Edition, zawierający podstawową wersję gry wraz ze wszystkimi wydanymi wcześniej dodatkami.

### Aktualizacje
Po premierze gra wspierana była licznymi dodatkami i aktualizacjami wprowadzającymi nowe funkcje; przy każdym z nich Frontier współpracowało z Universalem. 22 czerwca 2018 roku wydano darmową aktualizację wprowadzającą sześć nowych dinozaurów z Upadłego królestwa. We wrześniu ukazała się kolejna, zmieniająca wielkość niektórych dinozaurów, żeby lepiej pasowały do prawdziwych i filmowych odpowiedników, oraz wprowadzająca dodatkowe opcje rozgrywki i piaskownicy, jak również tryb wyzwań.
Pierwszą płatną zawartość do pobrania (DLC), Secrets of Dr. Wu, wydano 20 listopada. Dodatek wprowadzał nowe misje fabularne, badania oraz gatunki dinozaurów i hybryd. Równolegle z dodatkiem opublikowano darmową łatkę poprawiającą sztuczną inteligencję dinozaurów oraz dodającą cykl dnia i nocy. W grudniu 2018 i kwietniu 2019 roku wydano Cretaceous Dinosaur Pack i Carnivore Dinosaur Pack, z których każdy zawierał po trzy nowe gatunki dinozaurów. 18 czerwca 2019 roku do sprzedaży trafił drugi płatny dodatek, Claire’s Sanctuary, rozgrywający się po finale Upadłego królestwa i dodający nową kampanię, w której zadaniem gracza jest przenieść dinozaury pozostałe na Isla Nublar na inną, bezpieczną wyspę.
10 grudnia 2019 roku wydano kolejne płatne rozszerzenie, Return to Jurassic Park, wprowadzające kolejne funkcjonalności parku. Na jego fabułę składa się siedem nowych misji fabularnych, w których Ian Malcolm (Goldblum), Alan Grant (Sam Neill) i Ellie Sattler (Laura Dern) powracają na Isla Nublar, żeby ponownie otworzyć park. Akcja rozgrywa się bezpośrednio po pierwszym filmie, ignorując wydarzenia z części drugiej i trzeciej. Frontier przez kilka miesięcy starało się, żeby Goldblum, Neill i Dern nagrywali dialogi razem, jednak zsynchronizowanie kalendarzy aktorów okazało się niemożliwe ze względu na inne zobowiązania zawodowe. Ostatecznie swoje kwestie nagrywali osobno, puszczano im jednak te nagrane już przez partnerów, żeby dialogi brzmiały naturalniej. Return to Jurassic Park było największym i najdłużej powstającym dodatkiem do gry, ponieważ twórcy chcieli stworzyć kampanię godną pierwszego filmu. Na potrzeby DLC odtworzono budynki z oryginalnego Jurassic Parku, dodano dinozaury i miejsca pojawiające się w trzech pierwszych filmach, w tym przedstawioną w Zaginionym świecie: Jurassic Park (1997) i Jurassic Park III (2001) Isla Sorna, komposognaty i pteranodony, zaś wygląd tyranozaura i welociraptorów zmieniono, żeby odpowiadały temu z pierwszego filmu. Universal dostarczył twórcom oryginalne materiały dźwiękowe i graficzne ze swojego archiwum filmowego, żeby Frontier mogło jak najwierniej upodobnić ruch, wygląd i dźwięki dinozaurów do tych przedstawionych przez Stevena Spielberga.

## Odbiór
Po premierze gra spotkała się z mieszanym odbiorem ze strony recenzentów. Średnia jej ocen w agregatorze recenzji Metacritic wynosiła, w zależności od platformy, 69–76/100.
Recenzenci chwalili obecne w grze dinozaury. Sam Loveridge z GamesRadaru+ spodobało się ich zróżnicowanie oraz przerywniki filmowe, które prezentowały je podczas wypuszczania na wybiegi. Doceniła także możliwość bezpośredniego sterowania pojazdami ekip szybkiego reagowania, która to mechanika w jej odczuciu pozwalała nawiązać graczowi więź z dinozaurami. Uznała również, że ze względu na „relaksującą naturę” gry można spędzić przy niej długie godziny i zatracić się w niej. Paul Tamburro z Game Revolution chwalił projekt dinozaurów, a w szczególności uwagę, jaką twórcy przywiązali do ich animacji. W podobnym tonie wyraził się James Swinbanks w swojej recenzji dla GameSpotu, w której zwrócił także uwagę na to, że gracz musi poznać osobowość każdego rodzaju dinozaura, jego wymagania i zachowania, co okazało się „zaskakująco satysfakcjonujące”. Danielowi Tackowi z „Game Informera” podobała się możliwość eksperymentowania z genami, zaznaczył jednak, że gracz nie ma w tym aspekcie pełnej swobody. Odmienną opinię wyraził Dan Stapleton z IGN-u – jego zdaniem odblokowywanie genów było czynnością nużącą, którą scharakteryzował jako serię „obligatoryjnych, mechanicznych działań”. Chociaż docenił różnorodność dinozaurów, wyraził niezadowolenie z powodu brak pterozaurów i stworzeń wodnych. Dan Roemer z Destructoidu docenił przedstawienie w grze mniej znanych gatunków, takich jak gigantozaury czy deinonychy.
Z mieszanym odbiorem spotkał się symulacyjny aspekt gry. Loveridge wyraziła się pozytywnie na temat zarządzania dinozaurami, z których każdy ma swoje potrzeby, o które gracz musi zadbać. Zarządzanie parkiem, obejmujące stawianie budynków i infrastruktury, oceniła jednak jako „minimalne”. Tamburro przyrównał aspekt symulacyjny do RollerCoaster Tycoon (1999) i Zoo Tycoon (2001). Spodobał mu się chaos, jaki wprowadzały zbiegłe dinozaury, wyraził jednak zawód z faktu, że nie atakują one pracowników parku doglądających wybiegów. Philippa Warr z „PC Gamera” chwaliła dinozaury, krytykując jednocześnie miałkość zadań oraz brak konieczności dbania o zadowolenie gości oraz ich potrzeby. Zwróciła także uwagę, że symulacji brakuje głębi, a budynki wyglądają w większości przypadków tak samo, przez co po niedługim czasie otoczenie staje się monotematyczne. Swinbanks stwierdził, że o ile katastrofy naturalne i ucieczki dinozaurów z wybiegów początkowo były ekscytujące, to w dłuższej perspektywie stawały się powtarzalne. Narzekał także na brak nowych wyzwań w późniejszych etapach gry. Tack skrytykował nużący aspekt symulacyjny i konieczność bezustannego oczekiwania na zrealizowanie celów, przypominające granie w produkcję mobilną. Roemer uznał symulację za „płytką”, krytykując brak ograniczeń czasowych, ocen za czystość parku oraz brak cyklu dnia i nocy. Wyraził również niezadowolenie z niewielkich rozmiarów wysp, co w jego odczuciu sprawiało, że budowanie parku nie dawało poczucia spełnienia. W podobnym tonie wypowiedział się Stapleton, który uznał, że niewielkie wyspy ograniczają kreatywność gracza. Zwrócił także uwagę na brak możliwości przyspieszenia czasu, będącej standardem w tego typu produkcjach, co zmusza gracza do bezcelowego czekania, aż zdobędzie odpowiednio dużo gotówki, żeby móc zrealizować kolejne cele.
Także system kontraktów spotkał się z mieszanym przyjęciem. Zdaniem Loveridge sprawiają one, że gra ma jakąkolwiek strukturę, ale jako całość nie spinają się w spójną narrację. Tamburrowi spodobał się proces progresji polegający na przenoszeniu się na kolejne wyspy, ponieważ każda charakteryzuje się innym krajobrazem, co pozwala na tworzenie parków różniących się od poprzednich. Stwierdził, że chociaż kontrakty pozwalają odblokować nowe przedmioty, to system ten jako całość nie jest interesujący. Warr skrytykowała brak różnorodności w zadaniach, zauważając, że poszczególne scenariusze różnią się od siebie tylko małymi zmianami i nieznacznym podniesieniem poziomu trudności. Zwróciła też uwagę, że niektóre kontrakty zmuszają gracza do wykonywania zadań nie mających żadnego sensu, jak chociażby wypuszczenie dinozaurów, żeby zabiły gości. Swinbanks wyraził się krytycznie na temat systemu frakcji i konieczności balansowania pomiędzy nimi, żeby zadowolić wszystkie trzy, uznając takie rozwiązanie za „arbitralne”. Roemer chwalił dubbing Goldbluma, zauważając jednak, że rozwarstwiająca się fabuła „prowadzi donikąd”. System progresji uznał za „okropny” i wyraził przekonanie, że gracz powinien mieć możliwość całkowitego pominięcia go.
Z dużą krytyką spotkały się samouczek i system podpowiedzi. Loveridge zauważyła, że niektóre misje mają słabo sprecyzowane i mylące cele, a np. część budynków udostępnianych jest graczowi zbyt wcześnie, co skutkuje koniecznością wyburzania ich i budowania na nowo na późniejszym etapie, żeby móc kontynuować grę. Samouczek uznała za nieudolnie przygotowany, nie informujący gracza o kluczowych aspektach rozgrywki, takich jak chociażby dystrybucja zasilania czy narzędzie modyfikowania krajobrazu, przez co gracz nie jest świadomy, że może go zmienić. Warr zwróciła uwagę, że w samouczku niektóre funkcje prezentowane są zbyt wcześnie, inne zbyt późno, a niektóre w ogóle.
Całościowo Loveridge uznała Evolution za rozbudowany symulator, który może spodobać się fanom gatunku, dodatkowo zawierający wiele nawiązań dla fanów filmu. Tamburro stwierdził, że jest to najlepsza gra na licencji Jurassic Park, zauważając jednak, że pojawia się w niej znacznie więcej ograniczeń niż w poprzedniej grze studia, Planet Coaster. Na Warr gra początkowo zrobiła wrażenie, ale po dłuższym czasie spędzonym z nią stwierdziła, że brakuje jej głębi. Swinbanks uznał, że pomimo niedociągnięć gra pozostaje „wierna” swojej franczyzie, samą w sobie będąc też „przyzwoitą grą o zarządzaniu parkiem”. Roemer uznał, że grę wydano w pośpiechu, co skutkowało brakiem głębi, będącym największym jej problemem. Stapleton w podsumowaniu stwierdził, że Evolution jest grą „złą” i przez większość czasu nudną.

### Sprzedaż
Po pięciu tygodniach od premiery gra w sprzedaży cyfrowej i tradycyjnej rozeszła się w milionie egzemplarzy. Po siedmiu miesiącach trafiła do dwóch milionów nabywców, a Frontier przekazało, że Jurassic World Evolution było najlepiej sprzedającą się na premierę grą w dotychczasowej historii studia. Do marca 2020 sprzedano trzy miliony kopii.

### Nagrody i wyróżnienia
Gra nominowana była do Golden Joystick Awards w kategorii „najlepszy montaż dźwięku”, przegrywając z God of War. Podczas gali rozdania National Academy of Video Game Trade Reviewers Awards 2018 nagrodzona została jako najlepsza symulacja. W ramach SXSW Gaming Awards przegrała ze Spider-Manem jako najlepsza gra na licencji. Nominowana była także do Develop:Star Awards za najlepszy projekt gry i najlepszy dźwięk.

## Kontynuacja
W czerwcu 2021 roku zapowiedziano kontynuację, Jurassic World Evolution 2, która trafiła do sprzedaży 9 listopada na PC, PlayStation 4, PlayStation 5, Xboksa One i Xboksa Series X/S. Jej akcja rozgrywa się po wydarzeniach z Upadłego królestwa, głosów postaciom ponownie użyczyli aktorzy znani z filmów, a do gry wprowadzono nowe funkcjonalności oraz pterozaury i stworzenia morskie.